# Río Ponói
El río Ponói (del ruso: Поной) es el principal río que discurre por la península de Kola y desagua en el mar Blanco. Administrativamente, todo el río pertenece al óblast de Múrmansk de la Federación de Rusia. Tiene una longitud de 426 km y drena una cuenca de 15.500 km², mayor que países como Timor Oriental, Montenegro o Bahamas.

## Geografía
El Ponói tiene su origen en las montañas de Keivy, 50 km al este del lago Lovozero en el centro de la península de Kola. A continuación se dirige al este describiendo, la mayor parte de su curso, meandros por un paisaje de colinas y llanuras de turberas. El río recibe varios afluentes del norte, el principal de ellos es el Acheriok, que también tienen su origen en las colinas de Keivy.
Aguas abajo de la confluencia con el río Purnach a 50 km del mar, el Ponoi cambia su curso y entra en un valle y tiene muchos rápidos. Finalmente desemboca en el mar Blanco en el cabo Korabelni, en el extremo oriental de la península de Kola.
El Ponoi está congelado desde finales de octubre o principios de noviembre hasta la primera quincena del mes de mayo.

## Hidrometría - El caudal del Ponoi
El caudal de Ponoi se ha medido durante 41 años (el período de 1935 a 1977) en Ponoi, localidad situada a 13 kilómetros de su desembocadura en el mar Blanco.
En Ponoi, el caudal interanual medio o módulo observado durante este período fue de 167 m³/segundo para un área de drenaje de 15 200 km², más o menos, el 98% de toda la cuenca del río que tiene 15 500.

La lámina de agua que llega al río en esta parte de la cuenca alcanza la cifra de 346 milímetros por año, lo que puede considerarse alta y se corresponde con los valores observados en otros ríos de la región.
Río alimentado por la fusión de la nieve, el Ponoi tiene un régimen nivopluvial.
Las aguas altas se desarrollan en primavera y principios de verano, de mayo a julio inclusive, que corresponde al deshielo y a la fusión de las nieves en la cuenca. A principios de julio, la tasa disminuye considerablemente, pero sigue siendo muy fuerte en el resto del verano y el otoño.

En noviembre, el caudal del ríos disminuye de nuevo, lo que lleva un período de aguas bajas. Este tiene lugar de diciembre a abril.
El promedio mensual de flujo observado en marzo ( mínimo de estiaje) es 28,3 m³/segundo, o aproximadamente el 5,5% del caudal medio en junio (518 m³/segundo), lo que pone de manifiesto la relativamente alta amplitud de las variaciones estacionales. Estas diferencias en el flujo mensual pueden ser aún más marcadas después de años: en el período de observación de 41 años, el caudal mínimo mensual fue de 14,9 m³/segundo, en abril de 1941, mientras que el máximo de flujo mensual ascendió a 1 280 m³/segundo en mayo de 1949.
En lo que respecta al período libre de hielos (mayo a octubre), el caudal mínimo observado fue de 24,3 m³/segundo, en agosto de 1942.
Caudal medio(en m³/segundo) medido en la estación hidrométrica de Ponoi
Datos calculados sobre 41 años

## Vida silvestre
El río es rico en salmón (Salmo salar) y atrae a muchos aficionados a la pesca en Europa.

Los patos son muy numerosos en el Ponoï y las  ratas almizcleras. 